# Gadomus denticulatus
Gadomus denticulatus är en fiskart som beskrevs av Gilbert och Hubbs 1920. Gadomus denticulatus ingår i släktet Gadomus och familjen skolästfiskar. Inga underarter finns listade i Catalogue of Life.